# 仮面ライダー倶楽部 バトルレーサー
『仮面ライダー倶楽部 バトルレーサー』（かめんライダーくらぶ バトルレーサー、Masked Riders Club Battle Race）は、1993年にバンプレストから発売されたアーケードゲーム。開発元はアルュメ。

## プレイヤブルキャラクター
- 仮面ライダー1号
- 仮面ライダー2号
- 仮面ライダーV3
- ライダーマン
- 仮面ライダーX

- 仮面ライダーアマゾン
- ストロンガー
- 仮面ライダースーパー1
- 仮面ライダーZX
- 仮面ライダーBLACK RX

## ルール
上記10人のキャラクターから1人を選択し、スタート地点からゴール地点を目指す。途中にはいくつもの障害物やわなが仕掛けられており、これらを避けていかなければならない。ガソリンメーターが画面の左下に表示され、バイクを走行し続けると減り続けていく。ポリタンクやドラムカンを手に入ればガソリンの量が回復する。ゴール地点に到達するとステージクリアとなる。ガソリンが切れるか、制限時間内にゴール地点に到達しないとゲームオーバーになる。ステージは全部で9つある。2人同時プレイも可能で、途中参加もできる。その際、画面は左右の両面に分割され、1Pは左の画面に、2Pは右の画面に表示される。

## 操作方法
8方向レバー+2ボタンで、Aボタンがアクセル、Bボタンが攻撃となっている。この攻撃ボタンは、走行途中に現れる、走行している戦闘員のバイクや怪人たちが乗っている車両を壊すために使用する。ただし、すべてを壊す必要はない。

## 板
ジャンプ板
乗るとジャンプする。板の色は黄色。
ダッシュ版
乗ると一時的に速度が上昇する。板の色は青色。

## アイテム
砂時計
残りの制限時間が増える。
ターボエンジン
取ると1段階速度が上がる。
ポリタンク
ガソリンの量が少し回復する。
ドラムカン
ガソリンの量が大きく回復する。
変身ベルト
得点が加算される。
立花エンブレム
得点が10,000点加算される。